# Jorma Järvi
Jorma Klaus Henrik Järvi (né le 11 août 1908 à Nastola – mort le 11 novembre 1962 à Helsinki) est un architecte finlandais.

## Biographie
En 1933, Jorma Järvi sort avec un diplôme d'architecte de l'École supérieure technique de Finlande. 
Au début, il travaille aux cabinets de Johan Sigfrid Sirén, Martti Välikangas et Pauli Blomstedt puis il fonde son propre cabinet en 1949.
Jorma Järvi est le grand père de Jyrki Järvi.

## Ouvrages

### Le bâtiment des postes et télégraphes
En 1934, Jorma Järvi participe avec Erik Lindroos au concours d'architectes pour le bâtiment des postes et télégraphes d'Helsinki.
Ils remportent le second prix, aucun premier prix ne sera retenu et leur proposition servira de base au second appel à propositions.
La conception du bâtiment des postes et télégraphes dure plusieurs années et le résultat final sera beaucoup plus monumental que dans la demande d'origine.
La direction des bâtiments de Finlande a choisi comme superviseur de l'appel à proposition Kaarlo Borg qui influencera beaucoup le résultat final. 
L'édifice est terminé en 1938.

### La piscine olympique
Le rêve de la Finlande d'organiser les jeux olympiques d'été de 1940 semble pouvoir se réaliser.
Durant l'été 1938, on discute du choix de l’organisateur et une partie des sites de compétition sont déjà prêts dans l'espoir d'accueillir les jeux.
Le département de la construction de la ville d’Helsinki demande à Jorma Järvi de concevoir la piscine olympique d'Helsinki.
Dès 1940, ses plans sont prêts mais les jeux sont annulés.
Les travaux de construction s’arrêtent durant la guerre, la piscine est finalement terminée en 1947. 
On agrandira la tribune des spectateurs pour les Jeux olympiques d'été de 1952.

### Autres ouvrages
En 1949, Jorma Järvi fonde son propre cabinet, il y conçoit plusieurs écoles et bâtiments d'habitation:
Jorma Järvi a conçu 25 écoles pour différentes communes dont les suivantes : 
- Cinq écoles primaires à Kittilä 1948 (Kaukonen, Alakylä, Vuoma, Naakenavuoma et Vasikkakumpu)[4]

- Lycée du parc du lycée à Rovaniemi 1952[5],

- Écoles de Korkalovaara à Rovaniemi à Rovaniemi, 1956-1957[3],

- Écoles primaires d'Herttoniemi à Helsinki 1952[6],
- École primaire de Pakila (fi) à Helsinki 1954[7],

- École primaire de Kulosaari (fi) à Helsinki 1955[8],
- École primaire de Maunula et lycée de mathématique d’Helsinki (fi) 1957–1958[9],

- École primaire de Vihti (fi) 1958[3],

- École et lycée de Tapiola, Espoo 1958/1960[10],

- École primaire de Friisilä (fi) Espoo 1958–1959[11],

- Bâtiment du département de pharmacie de l'université de Turku (1954)[3],
- Bâtiment du département de dentisterie de l'université de Turku (1965)[3],

- Zone résidentielle de SATO (fi) à Roihuvuori, Helsinki[12],
- Zone résidentielle à Tapiola, Espoo (1959–1960)[12],
- Zone résidentielle à Viitaniemi, Jyväskylä (1961–1964)[12].

## Galerie

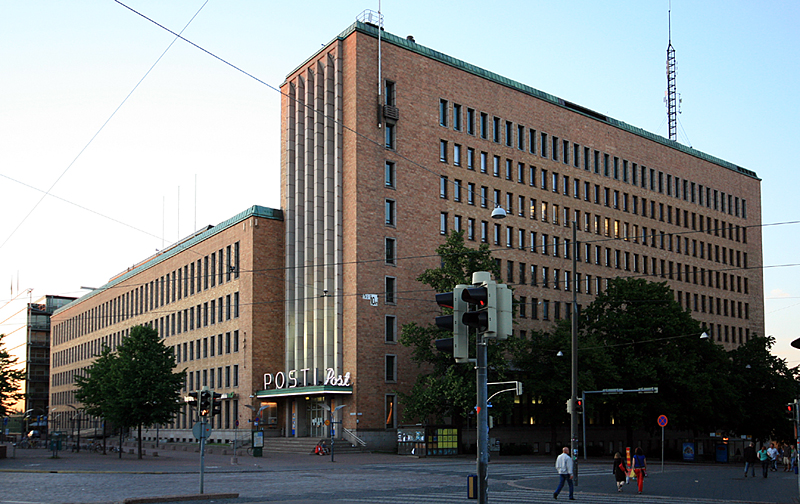
Postitalo
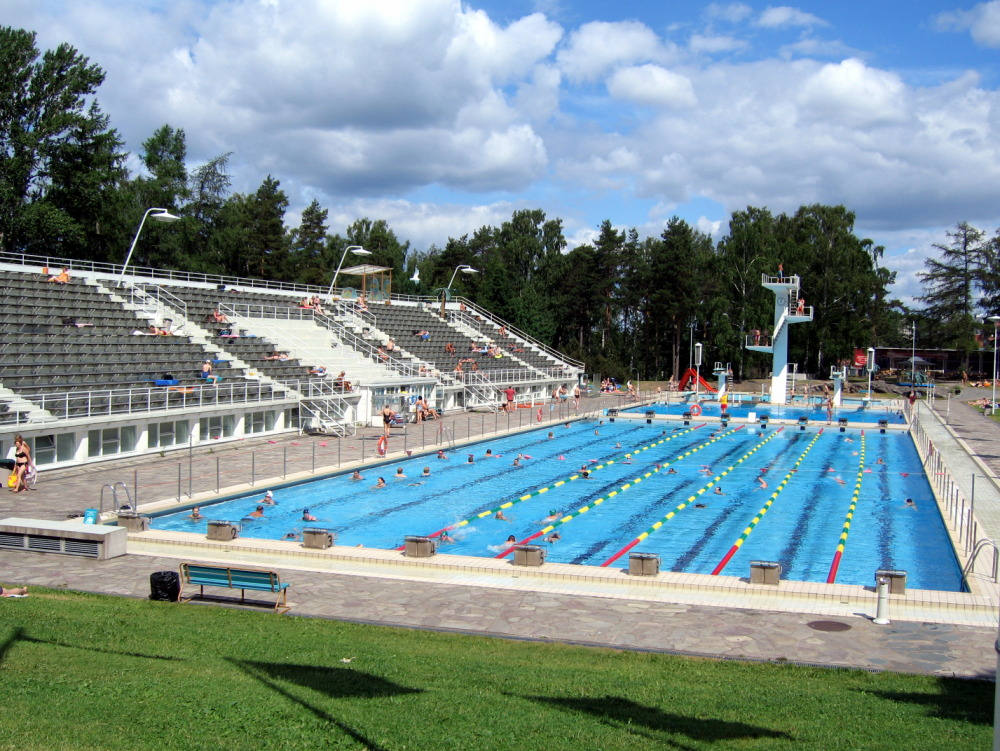
Piscine olympique d'Helsinki
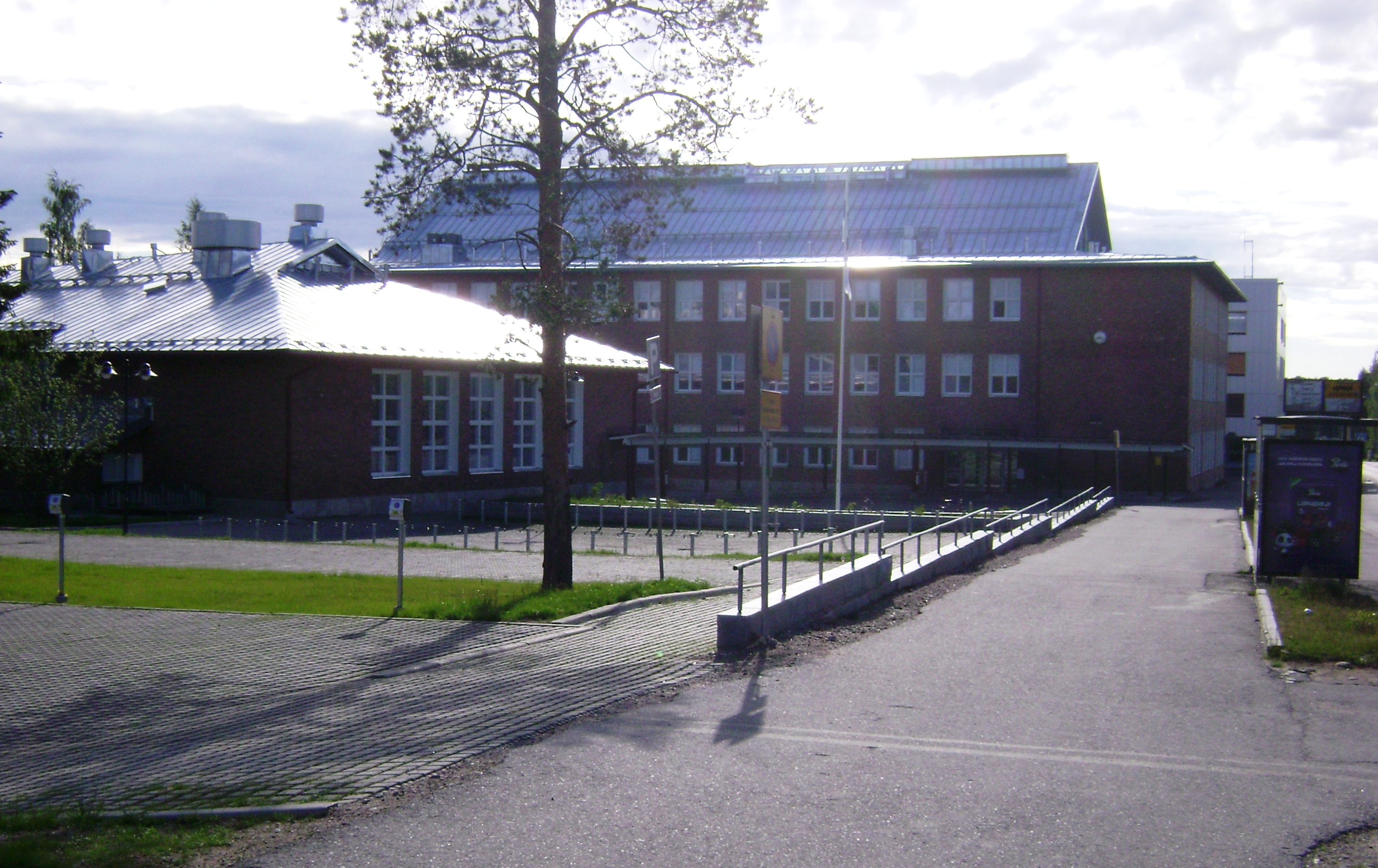
Lycée du parc du lycée
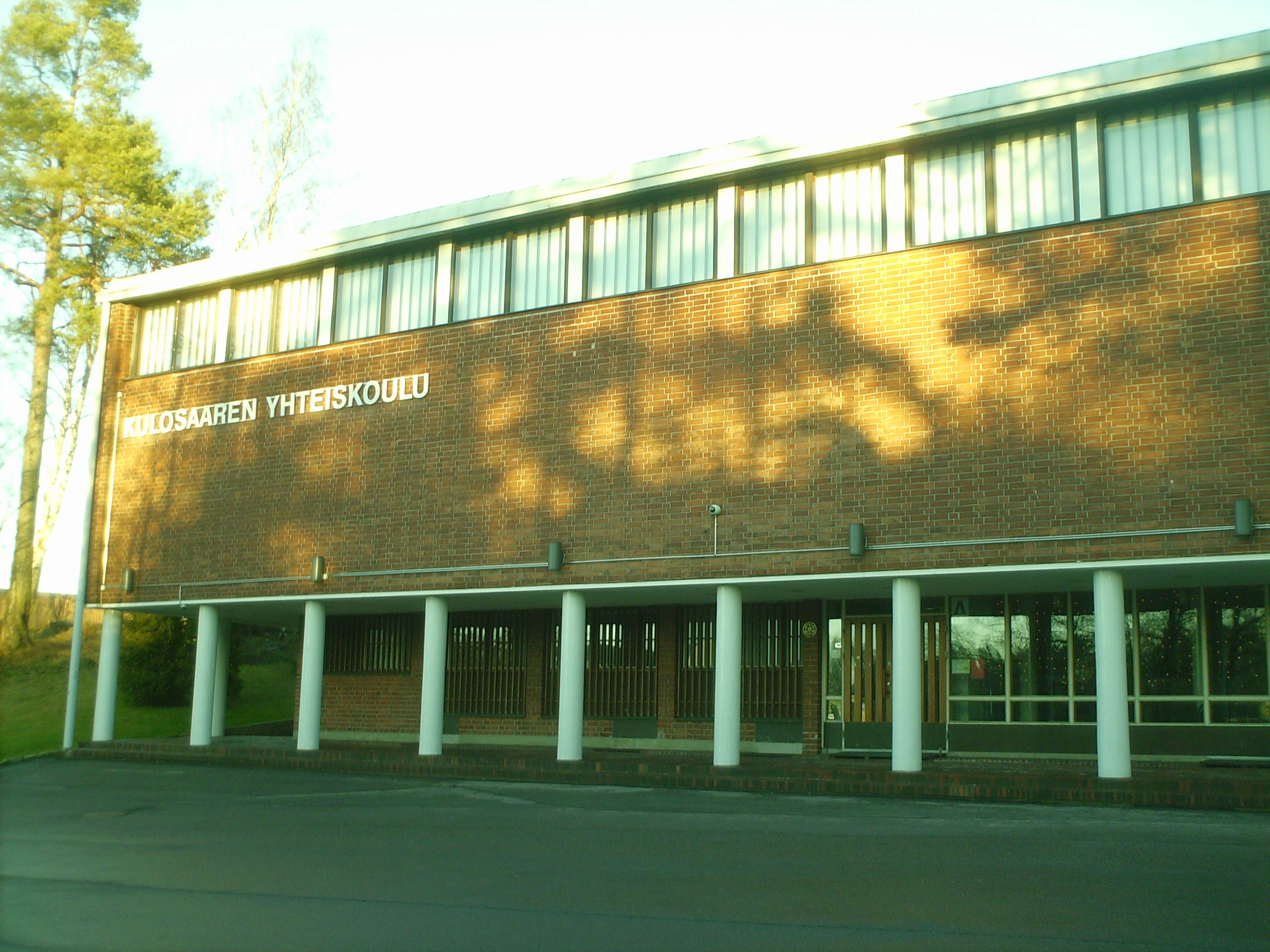
École primaire de Kulosaari (fi)
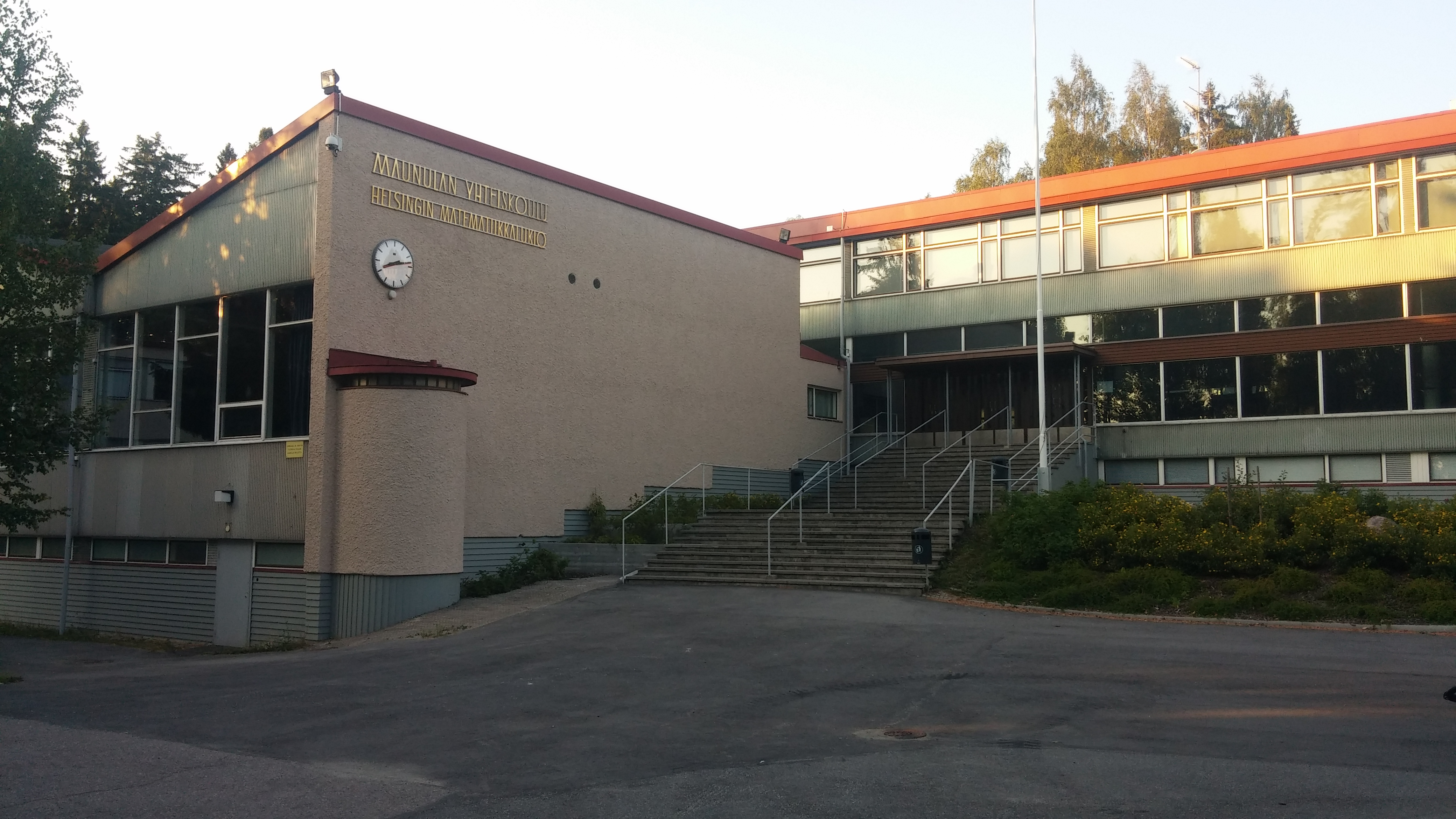
École primaire de Maunula (fi)